# Bordj Omar Driss
Bordj Omar Driss est une commune de la wilaya d'Illizi, située dans le sud-est de l'Algérie.

## Géographie

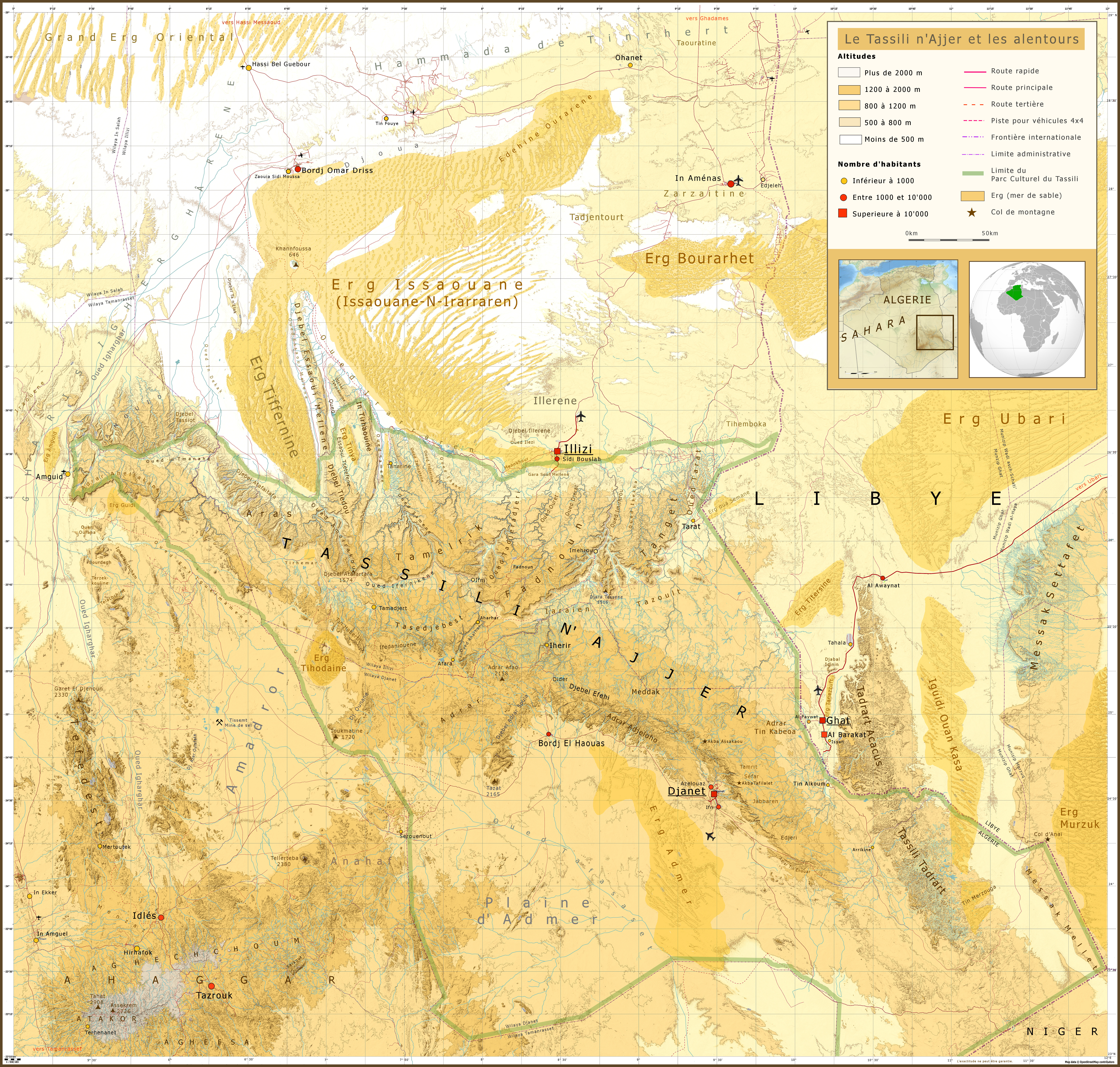
Carte du Tassili n'Ajjer avec Bordj Omar Driss au nord de l'Erg Issaouane

Bordj Omar Driss, le chef-lieu éponyme de la commune, est situé à proximité de la palmeraie de Temassinine, au sud du hamada de Tinrhert et au nord de l'Erg Issaouane. Elle est une localité isolée située à environ 700 km au nord d'Illizi, chef-lieu de la wilaya et à environ 500 km au nord-ouest d'In Amenas, chef-lieu de la daïra.
| El Menia El Goléa                                       | Ouargla Hassi Messaoud (Ouargla) Hassi Bel Guebour (en) (Illizi) | Debdeb (Illizi)    |
| Zaouia Sidi Moussa (en) (Illizi) In Salah (Tamanrasset) | Bordj Omar Driss                                                 | In Amenas (Illizi) |
|                                                         | Tazrouk (Tamanrasset) Tamanrasset                                | Illizi             |

## Histoire
Bordj Omar Driss a été créé en 1903 sous le nom de Fort Flatters en souvenir de l'explorateur Paul Flatters tué en 1881, avec son expédition par les Touaregs au puits de Bir el-Garama.
Les gens de la région appellent cette localité Timassinine. Elle a été rebaptisée après l'indépendance Bordj Omar Idriss, en hommage au commandant Omar Idriss (de son vrai nom Mohamed Idriss – nom de guerre Si Faycel) qui fut l'adjoint du chef de la wilaya VI, le colonel Si El Haouès. Morts tous les deux au combat lors de la bataille de Djebel Tameur près de M'Sila le 29 mars 1959 en compagnie du colonel Amirouche. Capturé vivant, Omar Idriss succombât à ses blessures le lendemain, le 30 mars.
Selon le recensement général de la population et de l'habitat de 2008, la population de la commune de Bordj Omar Driss est évaluée à 5 736 habitants contre 3 521 en 1998.

## Culture et patrimoine
La palmeraie de Temassinine située à l'ouest de Bordj Omar Driss, abrite la zaouïa et la koubba de Sidi Moussa, saint de la région du XVIIIe siècle.

## Transports
La ville se situe à l'extrémité de la route nationale 54 dite « route d'E-Zaouia » et est reliée à la route nationale 3 (allant de Skikda à Illizi puis jusqu'à Ghat en Libye) au niveau de la ville de Hassi Bel Guebbour.
La ville possède une base de vie de la Sonatrach comportant un héliport et un aérodrome, l'aérodrome Hamra comportant une piste utilisée pour les liaisons aériennes de Tassili Airlines avec les autres zones gazières tel que Hassi Messaoud et Rhourd En Nouss.